# Paul Percy Harris
Paul Percy Harris (Racine, Wisconsin, 19 de abril de 1868 – Chicago, Illinois 27 de janeiro de 1947) foi um advogado estadunidense, fundador do primeiro Rotary Club e primeiro presidente do Rotary International.

## Vida

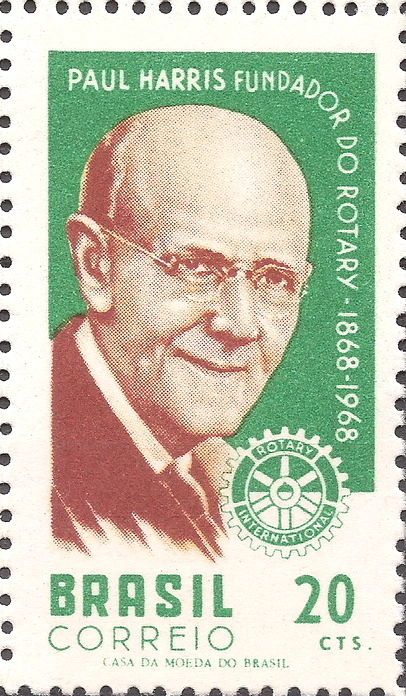
Retrato de Paul Harris, num selo de 1968 do Brasil.

Filho de pais de vida pouco regrada, Paul Percy Harris foi criado por seus avós paternos, Harold e Pamela. Criança e jovem travesso, era o terror da pacata cidade de Wallingford, Vermont e acabou expulso de duas escolas superiores.
Entretanto, a austeridade, a compreensão, a bondade e a tolerância de seus avós, bem como a confiança que seu primeiro patrão nele depositou, pesaram em muito na mudança de comportamento daquele que fundou e desenvolveu o que se tornaria maior entidade particular de serviço social do mundo. Em 1891, formou-se em Direito e decidiu passar os cinco anos seguintes conhecendo os Estados Unidos. Trabalhou como repórter, cowboy, professor na Los Angeles School of Business, porteiro de hotel, vendedor de granito e marinheiro. Em 1896, estabeleceu-se em Chicago e em pouco tempo tornou-se um advogado conhecido.

## Criação do Rotary
Uma noite Paul Harris, foi jantar com um colega do escritório, e de uma caminhada que fizeram após o jantar surgiu a ideia do que se tornaria o Rotary.
Naquele passeio seu amigo parou em vários estabelecimentos comerciais para cumprimentar os proprietários e lhes apresentar Paul. O fato de que os clientes de seu anfitrião haviam se transformado em amigos entrou na mente de Paul Harris e nunca mais saiu. O Rotary foi criado cinco anos mais tarde como um clube onde relacionamentos profissionais pudessem ser transformados em amizade. A primeira reunião ocorreu na sala 711 do Edifício Unity, em Chicago, composta dos quatro fundadores: Paul Harris, Silvester Schiele, Hiram Shorey e Gustavus Loehr.
Quando criança, Paul Harris estudara em escolas de elite, onde os alunos tinham pouca ou nenhuma preocupação com dinheiro. Mas ao cursar de direito no estado de Iowa conheceu colegas mais velhos que haviam trabalhado duro para poder pagar seus estudos. Possivelmente, este contato impressionou Paul Harris pois os primeiros Rotary Clubes eram formados por homens de negócio que conquistaram o que tinham por seu próprio esforço, os self-made men.
Paul Harris também é o nome dado ao título de conhecimento mais importante concedido pelo Rotary International.

## Vida familiar
Paul Harris, casou-se com Jean Thomson, natural de Edimburgo, Escócia, em 1910. O casal não teve filhos e permaneceram casados até o falecimento de Paul. Jean faleceu em 1963, em sua cidade natal.

## Reconhecimento
Após a fundação do primeiro Rotary Club em Chicago, o advogado tornou-se, marido exemplar, cidadão do mundo, conheceu os cinco continentes, recebeu honrarias de reis e presidentes e tornou seu nome sinônimo do que de mais valor herdara de seu avô: a tolerância.
Pelo importante contributo em matéria de prestação de serviços humanitários, e ajuda no estabelecimento da paz e da boa vontade no mundo, a Câmara Municipal de Lisboa homenageou Paul Harris, um dos fundadores do Rotary, atribuindo o nome deste a um arruamento de Lisboa, na freguesia de São Domingos de Benfica.
Imortalizado como Patrono da Cadeira nº 1 da Academia Brasileira Rotária de Letras ABROL e da Academia Rotária de Letras da Cidade do Rio de Janeiro ABROL Rio.